# NGC 7770
NGC 7770 é uma galáxia espiral (S0-a) localizada na direcção da constelação de Pegasus. Possui uma declinação de +20° 05' 49" e uma ascensão recta de 23 horas, 51 minutos e 22,5 segundos.
A galáxia NGC 7770 foi descoberta em 5 de Novembro de 1850 por William Parsons.